# بقایای قلعه
بقایای قلعه مربوط به سده‌های میانه دوران‌های تاریخی پس از اسلام است و در شهرستان ماهنشان، بخش انگوران، دهستان قلعه جوق، ۳۰۰ متری غرب روستای قلعه جوق واقع شده و این اثر در تاریخ ۲۷ بهمن ۱۳۸۷ با شمارهٔ ثبت ۲۴۵۹۱ به‌عنوان یکی از آثار ملی ایران به ثبت رسیده است.